# Kornić
Kornić je naselje na otoku Krku, administrativno pripada gradu Krku i jedan od njegovih mjesnih odbora. Mjesni odbor Kornić danas obuhvaća sljedeća mjesta: Kornić, Muraj i Lakmartin.

## Smještaj
Kornić se nalazi na uzvisini, ponad Puntarske drage od koje je udaljen oko 700 metara. Smjestio se na mjestu gdje se Puntarska draga najviše uvukla u Krk. Međutim, kao i mnoga nekada neobalna naselja, npr. Čižići kraj Dobrinja, i Kornić se posljednjih nekoliko desetljeća proširio zbog izgradnje apartmana i približio moru. Ipak, za razliku od Čižića koji su se potpuno spustili do mora, još uvijek postoji zabrana građenja na predjelu između Kornića i lokaliteta Dunat u Puntarskoj dragi.
Kornić je udaljen je oko 7-8 km od centra Krka i samo 3 km od susjednog Punta. Danas Kornić administrativno pripada području Grada Krka.

## Povijest
Kornić se prvi put spominje 1503. godine, u spisima krčke biskupije, u vezi s biskupom Dunatom, koji je dao u najam neke prostorije Kapele sv. Nikole, Martinu Divačiću iz Kornića. Kornić se nadalje spominje i 1519. godine, u papinskom spisu (Lav X.), kojim se neki posjedi na Korniću, između ostalog i Kapela sv. Nikole, potvrđuju kao vlasništvo biskupa Dunata. 

### Crkva sv. Jakova
Kornić je naglo narastao u 19. stoljeću pa je stara crkva postala pretijesna. Nova crkva počele se graditi 1864., a završena je 1865. godine. Nalazi se u središtu Kornića na cesti Lakmartin - Dunat - Punat. 

### Podrijetlo naziva Kornić
Riječ Kornić romanskog je porijekla. Vjerojatno dolazi od latinske riječi cornu,-us = rog, glavica, krilo (vojske) ili kraj. Centar Kornića doista leži na glavici brijega. I riječ kraj ima smisla, jer je Kornić bio kraj krčke vlasti, a od njega je počinjao teritorij Vrbnika.
Prema drugoj teoriji naziv sela dolazi od, također, latinske riječi, cornix, što znači vrana. Vrane se doista i okupljaju na osamljenim glavicama vrhova pa ni ovu teoriju ne treba posve odbaciti.
Moguće je da je naziv potekao i iz izumrlog narječja veclisun ili veljotsko narječje koje se govorilo u Krku i okolici, a koje je izumrlo koncem 19. st. Na to upućuje i činjenica što je Korniću nekada pripadalo i obližnje, danas izumrlo, selo Lizer. Njegov naziv je nedvojbeno iz veljotskog narječja. Danas je ostao samo naziv za lokalitet Lizer.

## Stanovništvo
Prema popisu stanovnika iz 2001. g. u Korniću je živjelo 325 stanovnika.
Prema popisu stanovnika iz 2011. g. u Korniću je živjelo 433 stanovnika.
Prvi službeni podaci iz 1857. g. ukazuju na 271 žitelja. Od tada je broj stanovnika postupno rastao sve do Drugog svjetskog rata. Od tada slijedi postupni pad broja stanovnika sve do 1981. g. kada je u Korniću živjelo samo 232 kornićara. Otvaranje Zračne luke Rijeka i Krčkog mosta, stvorene su bolje veze otoka s kopnom, a time i preduvjeti za snažniji razvitak turizma. Zbog toga 1980-ih i 1990-ih dolazi do snažnog povećanja broja stanovika i vraćanja života u to malo krčko selo. Ipak, veliki porast nije samo rezultat činjeničnog povećanja stanovništva nego i brojnih vlasnika apartmana koji su upisali u Korniću mjesto prebivanja radi izbjegavanja plaćanja poreza.
| broj stanovnika | 271   | 298   | 356   | 403   | 403   | 444   | 455   | 428   | 396   | 392   | 347   | 277   | 232   | 250   | 325   | 433   | 500   |
|                 | 1857. | 1869. | 1880. | 1890. | 1900. | 1910. | 1921. | 1931. | 1948. | 1953. | 1961. | 1971. | 1981. | 1991. | 2001. | 2011. | 2021. |

## Gospodarstvo
Iako blizu moru, Kornićari nisu bili okrenuti moru tj. ribarstvu kao susjedni Puntari. Tek u novije vrijeme na Dunatu raste broj brodica mještana Kornića. 
Tradicijski su glavne privredne grane u Korniću bile ovčarstvo i maslinarstvo. Tako je i danas. Premda turizam ima sve važniju ulogu, ipak su obnovljeni i prošireni mnogi maslinici, a sade se i novi. Također i ovčarstvo je i dalje jako razvijeno, a sve više jača i proizvodnja ovčjih sireva.

## Kultura
Organizacijom gotovo svih maldih osoba iz Kornića, 1995. godine u Korniću je utemeljena folklorna grupa koja je u prvo vrijeme djelovala kao skupina unutar HKD Braće Radića iz Zagreba.  Članovi folklora otvorili su i čitaonicu Frankopan 2000. godine koja je nastavila rad negdašnje čitaonice u mjestu iz 1960-tih godina.
Folklorna grupa od 2011. godine djeluju kao samostalna skupina pod nazivom Kulturno društvo "Kornić".
U Korniću djeluje i Katedra Čakavskog sabora koja od 1993. godine neprekidno vodi Ljetnu školu glagoljice. Katedri danas pripada i čitaonica Frankopan.  Godine 2007. otvorena je i Zavičajna etnografska zbirka Kornić. Smještena je u staroj kamenoj tradicijskoj građevini. Postav zbirke većim dijelom prikazuje kako su nekada bile uređene kuće. Manji dio zbirke postavljen je na muzejski način. 

## Znamenitosti
Podno Kornića, na raskršću prema puteva za Krk, Punat i Vrbnik, je ranosrednjevjekovna crkvica Svetog Dunata. Građena je u 13. stoljeću. Kao i mnoge naše crkvice, svojevrstan je sunčani kalendar. Od 2008. u crkvici se održava Ljetna škola mozaika. Mozaistica Sonja Milotić Šesto je za crkvicu izradila deset mozaika. Većina ima na sebi glagoljska slova.
Osim nje, na tom lokalitetu, Dunat, je plaža s ugostiteljskim objektom, novoizgrađena lučica za brodice lokalnog stanovništva te ski-lift, sportsko-rekreacijski centar na kojem se održavaju i europska natjecanja u tom sportu.

## Vanjske poveznice
- Grad Krk, Mjesni odbor Kornić  Arhivirana inačica izvorne stranice od 19. listopada 2007. (Wayback Machine)
- Kornić, Amici delle EuroRegioni